# Митрович, Стефан (футболист, август 2002)
Сте́фан Ми́трович (серб. Стефан Митровић; род. 15 августа 2002, Крушевац) — сербский и канадский футболист, полузащитник клуба «Эллас Верона» и сборной Сербии, выступающий на правах аренды за бельгийский «Ауд-Хеверле Лёвен».

## Клубная карьера
На молодёжном уровне выступал за ряд канадских клубов и академий. В ноябре 2018 года участвовал в просмотре Канадской Премьер-лиги, но не привлёк внимание ни одного из клубов. В начале 2019 года присоединился к «Гамильтон Сити», за который выступал в Канадской футбольной лиге.
В середине 2019 года перебрался в Сербию, где присоединился к молодёжной команде клуба «Раднички» из Ниша. Осенью начал привлекаться к тренировкам с основной командой. В её составе дебютировал в чемпионате Сербии 23 ноября во встрече с «Црвеной Звездой», заменив на 87-й минуте Николу Чумича.

## Карьера в сборной
Дебютировал в молодёжной сборной Сербии 16 ноября 2021 года в отборочном матче чемпионата Европы с Украиной. Митрович вышел на поле 67-й минуте вместо Филипа Стевановича и на 78-й минуте забил единственный гол своей команды.
В декабре 2021 года получил вызов в национальную сборную Канады на январский тренировочный сбор, но в начале января 2022 года сбор был отменён из-за пандемии коронавируса.

## Личная жизнь
Родился в Крушеваце, откуда вместе с семьёй переехал в канадский Гамильтон, когда ему было полгода.

## Клубная статистика
| Выступление      | Выступление      | Выступление      | Лига | Лига | Кубки | Кубки | Конт. кубки | Конт. кубки | Итого | Итого |
| Клуб             | Лига             | Сезон            | Игры | Голы | Игры  | Голы  | Игры        | Голы        | Игры  | Голы  |
| ---------------- | ---------------- | ---------------- | ---- | ---- | ----- | ----- | ----------- | ----------- | ----- | ----- |
| Раднички (Ниш)   | Суперлига        | 2019/20          | 7    | 1    | 1     | 0     | 0           | 0           | 8     | 1     |
| Раднички (Ниш)   | Суперлига        | 2020/21          | 13   | 2    | 1     | 0     | 0           | 0           | 14    | 2     |
| Раднички (Ниш)   | Суперлига        | 2021/22          | 35   | 10   | 2     | 0     | 0           | 0           | 37    | 10    |
| Раднички (Ниш)   | Итого            | Итого            | 55   | 13   | 4     | 0     | 0           | 0           | 59    | 13    |
| Всего за карьеру | Всего за карьеру | Всего за карьеру | 55   | 13   | 4     | 0     | 0           | 0           | 59    | 13    |